# East Prairie
East Prairie is een plaats (city) in de Amerikaanse staat Missouri, en valt bestuurlijk gezien onder Mississippi County.

## Demografie
Bij de volkstelling in 2000 werd het aantal inwoners vastgesteld op 3227.
In 2006 is het aantal inwoners door het United States Census Bureau geschat op 3158, een daling van 69 (-2,1%).

## Geografie
Volgens het United States Census Bureau beslaat de plaats een oppervlakte van
3,3 km², geheel bestaande uit land. East Prairie ligt op ongeveer 93 m boven zeeniveau.

## Plaatsen in de nabije omgeving
De onderstaande figuur toont nabijgelegen plaatsen in een straal van 20 km rond East Prairie.